# 桃園市平鎮區義興國民小學
桃園市平鎮區義興國民小學( 英語：Yi Hsing Elementary School ) 位於桃園市平鎮區，108年1月，正式掛牌成為桃園市雙語創新學校。
為桃園市原為新勢國小分校，於民國88年獨立設校。

## 校史沿革
至2020年，此校已擁有22年歷史。
於民國86年7月8號，新勢國小之校長─陳恭集...等人於義興街設立新勢國小義興分校。在民國88年核准獨立設校，於同年張榮源先生就任義興國小首任校長。92年分三期，校舍全數完工。現任校長馮立縈，在107年，桃園市長鄭文燦開始將雙語教學導入義興國小，義興國小成為桃園市雙語創新教學示範學校。

## 歷任校長
至目前，僅四任校長。
| 任數 | 姓名   | 任期            |
| ---- | ------ | --------------- |
| 1    | 張榮源 | 88.8.11 - 95.6  |
| 2    | 盧有亮 | 95.8.1 - 101.6  |
| 3    | 羅淑美 | 101.8.1 - 107.6 |
| 4    | 馮立縈 | 107.7.1 - 至今  |

## 雙語化教學
於107年在中廊增設觸控式屏幕，共兩台。至108學年度，已將所有教室加裝觸屏，並增設引進機器人、AR、VR...等科技化教學設備,是桃園市少數的智慧學校。同時建置2間創客教室，108學年度起全校進行運算思維課程，培養孩子解決問題的能力。108學年度引進外師4名，現在已於綜合、體育、藝文...等較貼近生活化的科領域，進行雙語教學，以促進學生國際移動能力。

## 外部連結
- 桃園市平鎮區義興國民小學 （页面存档备份，存于）
- 桃園市平鎮區義興國民小學的Facebook專頁
- YouTube上的桃園市平鎮區義興國民小學官方頻道
- 公立國中小陸續開辦雙語學校，桃園、新竹正式開跑相關介紹 （页面存档备份，存于）
- 桃園市平鎮區義興國民小學部落格 （页面存档备份，存于）